# شركة طائرات دوغلاس
شركة طائرات دوغلاس كانت شركة أمريكية في مجال صناعة الفضاء والطيران. يقع مقر الشركة في لونج بيتش، كاليفورنيا. قام دونالد ويليس دوغلاس بتأسيس الشركة في عام 1921، وبعد ذلك اندمجت مع شركة طائرات ماكدونل عام 1967 مكونة شركة جديدة باسم ماكدونل دوغلاس. أصبحت الشركة الجديدة جزءً من قسم الطائرات التجارية التابع لشركة بوينغ.

## التاريخ
نالت الشركة شهرتها من سلسلة الطائرات «دى سى» (دوغلاس التجارية) المخصصة للمجال التجاري.

## الطائرات
- دى تى - 1 (1921)
- دى دابليو سى (1923)
- أو - 2 (1924)
- سى - 1 (1925)
- إم - 1 (1925)
- تى 2دى (1927)